# Stredné Plachtince
Stredné Plachtince és un poble i municipi d'Eslovàquia. Es troba a la regió de Banská Bystrica.

## Història
La primera menció escrita de la vila es remunta al 1473.

## Demografia
| Godina             | 1994 | 2004   | 2014   | 2024   |
| ------------------ | ---- | ------ | ------ | ------ |
| Nombre de persones | 613  | 623    | 609    | 599    |
| Diferència         |      | +1,63% | −2,24% | −1,64% |

| Godina             | 2023 | 2024   |
| ------------------ | ---- | ------ |
| Nombre de persones | 600  | 599    |
| Diferència         |      | −0,16% |